# Jean-Luc Fugit
Pour les articles homonymes, voir Fugit.
Jean-Luc Fugit, né le 27 novembre 1969 à Rodez (Aveyron), est un chimiste, universitaire et homme politique français.
Docteur en pollution de l'air, professeur à l'université de Saint-Étienne, il est d'abord élu du Parti socialiste dans la Loire, avant de devenir député de la 11e circonscription du Rhône sous l'étiquette du parti d'Emmanuel Macron La République en marche en 2017.
Il est réélu en 2022 et 2024.

## Biographie

### Formation et vie professionnelle
Enseignant-chercheur en chimie, il est docteur en pollution de l’air et vice-président d’un établissement au sein du pôle universitaire Lyon−Saint-Étienne, chargé des politiques d’orientation, d’insertion professionnelle et d’entrepreneuriat.
Entre 2011 et 2017, il est vice-président de l’université Jean-Monnet-Saint-Étienne en charge de l’insertion professionnelle, de l’orientation, et de la réussite des étudiants.

### Parcours politique
De 2008 à 2013, il est élu d'opposition au conseil municipal de La Grand-Croix, une commune de la Loire,.
En 2014, lors des élections municipales à Saint-Étienne, il est candidat (en 15e place) sur la liste socialiste du sénateur-maire sortant Maurice Vincent.
En 2015, pour les élections régionales, il est candidat sur la liste socialiste de Jean-Jack Queyranne pour le département de la Loire.
Lors des élections législatives de 2017, il obtient l'investiture d'En marche pour la 11e circonscription du Rhône et il est élu le 18 juin 2017, devenant ainsi député en battant Georges Fenech lors du second tour, en obtenant 54,71 %,. Georges Fenech est embauché après l’élection au sein du cabinet de conseil PIMAN dont l’épouse de Jean-Luc Fugit est l’une des dirigeantes, et qui intervient régulièrement au sein de l’Assemblée nationale.
Conformément à ses engagements, il met en suspens son activité professionnelle pour se consacrer pleinement à son mandat de député.
Il est rapporteur du volet « mobilités propres » de la loi d'orientation des mobilités en 2019, et président du Conseil national de l'air à partir de juillet 2018.
Lors de l'examen du projet de loi portant lutte contre le dérèglement climatique et renforcement de la résilience face à ses effets, son amendement visant à proposer « un dispositif de prêt à taux zéro mobilités » pour « 20 % des ménages les plus modestes », en vue de l’achat d’une voiture dite « propre », élaboré de concert avec le Secours Catholique, Caritas France, le Réseau Action Climat et WWF France, est rejeté au profit d'un dispositif déjà existant, le microcrédit, dont les taux d’intérêt varient fortement en fonction des établissements bancaires.
Il est également vice-président de l'Office parlementaire d'évaluation des choix scientifiques et technologiques, pour lequel il rend un rapport sur l'agriculture et la production d'énergie, et un autre sur les liens entre pollution de l'air et Covid-19.
Candidat à un deuxième mandat, il est réélu au second tour le 19 juin 2022 en obtenant 64,09 % face à Abdel Yousfi, candidat communiste de la Nouvelle Union populaire écologique et sociale (NUPES).
En novembre 2022, il est nommé président du Conseil supérieur de l'énergie.
Après la dissolution, il retrouve son mandant de député, réélu le 7 juillet 2024, en obtenant 56,8 % au second tour face à Alexandre Humbert Dupalais (Union de l'extrême droite) en partie grâce au désistement de Abdel Yousfi candidat du Nouveau Front populaire.